# Omen IV: The Awakening
La profecía IV: El renacer (título original: Omen IV: The Awakening) es una película de terror estadounidense de 1991  para la televisión y cuarta entrega de la saga de The Omen. Es dirigida por Jorge Montesi y protagonizada por Faye Grant, Michael Woods, Michael Lerner y Asia Vieira como la hija Damien Thorn, el Anticristo. En ella se narra la historia post Damien Thorn, cuyo legado, pese a estar muerto, aún vive.
La película fue vapuleada por la crítica y ha sido la más olvidada de las cuatro películas de la saga. En el sitio de Internet Rotten Tomatoes cuenta con un ranking aprobatorio del 20% basado en 20 reseñas, con un índice de audiencia promedio de 2 sobre 10.

## Argumento
Han pasado varios años desde que el mundo entero conoció la verdad sobre Damien Thorn y han decidido no volver a mencionarlo nunca más. Karen York es una mujer casada con un postulante a la presidencia de los Estados Unidos, un hombre justo y leal llamado Gene. Pese a que ambos intentan tener un bebé no lo logran y por eso recurren a un orfanato, donde adoptan a una pequeña bebé. La monja hermana, Yvonne, les entrega a la niña y ni bien se fueron con ella comienzan los problemas, porque esa noche la Madre Superiora del Orfanato muere en raras circunstancias y la hermana Yvonne queda horrorizada al ver una cruz invertida en la capilla.
Pasan los días y Delia (así llamaron a la niña) crece sana y en un ambiente bastante agradable. Sin embargo, a la edad de 3 años, ya comienza a manifestar su lado siniestro. El día de su cumpleaños, la hermana Yvonne visitó la casa de los York y vio a Delia en la ventana que la amenazaba, mordiéndole la cara a una muñeca y desfigurándola.
Una tarde, Delia tuvo problemas en la guardería, donde un chico la golpeaba y se burlaba de ella, lo que provocó que los padres del niño visitaran la casa de los York para presentar quejas sobre la niña. En el momento de marcharse en su vehículo, el hombre muere decapitado en un accidente provocado por Delia.
Una joven espiritista que trabaja como niñera llega a la casa y es aceptada a regañadientes por Karen. Al conocer a Delia comienza a sentir una rara presencia en ella acompañada de siniestros sucesos, como la cruz invertida que se materializa en el vaho del espejo del cuarto de baño tras darse una ducha. Jo lleva a Delia a la feria de parapsicología donde provoca un incendio, además de ser responsable de la muerte misteriosa de un sacerdote. Desgraciadamente, cuando se entera de la horrible verdad y trata de avisar a Karen sube al piso de arriba pero Jo muere al caer desde lo alto, estrellándose contra un carrusel. Ese mismo día, a Karen se realiza unos exámenes médicos donde se le detecta que está embarazada.
Por su parte, la hermana Yvonne que actualmente ejerce la prostitución ahora se llama Felicity y se encuentra en Carolina del Norte muere al introducirse en un estanque 
que contiene serpientes venenosas siendo mordida por éstas tras contemplar una fotografía donde aparece Delia recién nacida, tras ello es ingresada en el hospital falleciendo tras abrirse una ventaba y proyectarse en la pared una cruz invertida, cumpliéndose el vaticino que Delia le hiciera mordiendo a su muñeca. Tras realizar sus investigaciones Earl le remite un sobre con sus investigaciones sobre Delia a Karen.
Karen comienza a sospechar de Delia y se lo confiesa a Gene, pero éste santifica a la niña. Sabiendo que con su esposo no puede contar, recurre a los servicios de un investigador llamado Earl Knight, quien hace todo lo posible para obtener información acerca de la niña acudiendo al orfanato y revisando documentación y realizando pesquisas, pero ello le cuesta la vida, pues es atrapado por una gigantesca bola de demolición, falleciendo al estrellarse contra un muro. Al mismo tiempo, Delia sonríe al caérsele un huevo crudo y hacerse tortilla en el suelo de la cocina, pues sabe que Earl ha corrido la misma suerte.
Con el nacimiento de Álex y la llegada de una nueva niñera en la casa York, Karen llama a Earl Knight enterándose sobre su fallecimiento, además de la muerte de la hermana Yvonne y se siente confundida, hasta que recibe un paquete del ya difunto Earl, en donde descubre la espantosa verdad sobre Delia: la niña era la hija de Damien Thorn.
Sabiendo que estuvo rodeada todo el tiempo de los seguidores de Damien, Karen busca respuestas con el médico de la familia, ya que él fue quien se encargó de embarazarla del feto papiráceo que Delia llevaba en el cuerpo revelándole que Delia es hija de Demian Thorn, y esto da como resultado que Delia es madre y hermana de Álex. Karen irrumpe en su casa y también mata a la nueva niñera, por ser una apóstata.  Tras esto entra en la habitación de Delia que sostiene al bebé y estando cara a cara con Delia, está a punto de dispararle a la niña, cuando ve horrorizada, la marca del 666 en la palma de la mano del pequeño Álex. En este momento sin poder contener su desesperación, Karen se mata descerrajándose un disparo en la cabeza.
El final de la historia muestra el entierro de Karen, mientras Gene, Delia y Álex dan la vuelta y se van del cementerio por un camino que tiene la forma de una cruz invertida.

## Similitudes con la película original
A pesar de ser la "continuación" de las anteriores películas, La Profecía IV: El Renacer, es una copia casi total de la primera película, La Profecía, de 1976.
Al igual que la primera película, un matrimonio pierde a su hijo (hija en esta cuarta parte), y adoptan un nuevo hijo.
Al igual que la primera película, la inicial del hijo adoptivo empieza con la letra D (Damien en la trilogía original) y Delia en esta cuarta entrega.
Al igual que la primera película, El Renacer termina en un cementerio y con el tema, Ave Satani, de Jerry Goldsmith, sonando de fondo.

## Reparto
- Faye Grant como Karen York.
- Michael Woods como Gene York.
- Asia Vieira como Delia York.
- Michael Lerner como Earl Knight.
- Madison Mason como el Dr. Hastings
- Ann Hearn como Jo Thueson.
- Jim Byrnes como Noah.
- Don S. Davis como Jake Madison.